# Corky Cornelius
Edward „Corky“ Cornelius (* 3. Dezember 1914 in Hoosier County, Indiana; † 3. August 1943) war ein US-amerikanischer Jazz-Trompeter.
Cornelius’ Vater war ein Schlagzeuger, der in Tanzbands in Texas spielte. Er wuchs in Binghamton (New York) auf und begann seine Karriere Anfang der 1930er Jahre in den Orchestern von Les Brown, Frank Dailey und Buddy Rogers. Anfang 1939 wurde er Mitglied von Benny Goodmans Band, in der auch der Schlagzeuger Gene Krupa spielte. Als dieser seine eigene Bigband formierte, folgte ihm Cornelius in die Krupa-Band. Dort lernte er die Sängerin Irene Daye kennen, die er bald heiratete. Daye hatte mit Krupas Band Hits wie „Drum Boogie“ und „Drummin' Man“. Von 1941 bis 1943 spielte er im Casa Loma Orchestra, bis er plötzlich an Nierenversagen starb.